# トゥウィーバッフェルスメテーンスクートモルスドードヘスケットフォンテイン
トゥウィーバッフェルスメテーンスクートモルスドードヘスケットフォンテイン（アフリカーンス語: Tweebuffelsmeteenskootmorsdoodgeskietfontein）は、南アフリカ共和国北西州ンガタ・モディリ・モレマ都市郡ディツォボトラ地方自治体の農場。リヒテンバーグから東に約20キロメートル、プレトリアから西に約200キロメートルの距離にある。
ラテン文字では44文字で綴られ、同国では最も長い地名である。

## 名称

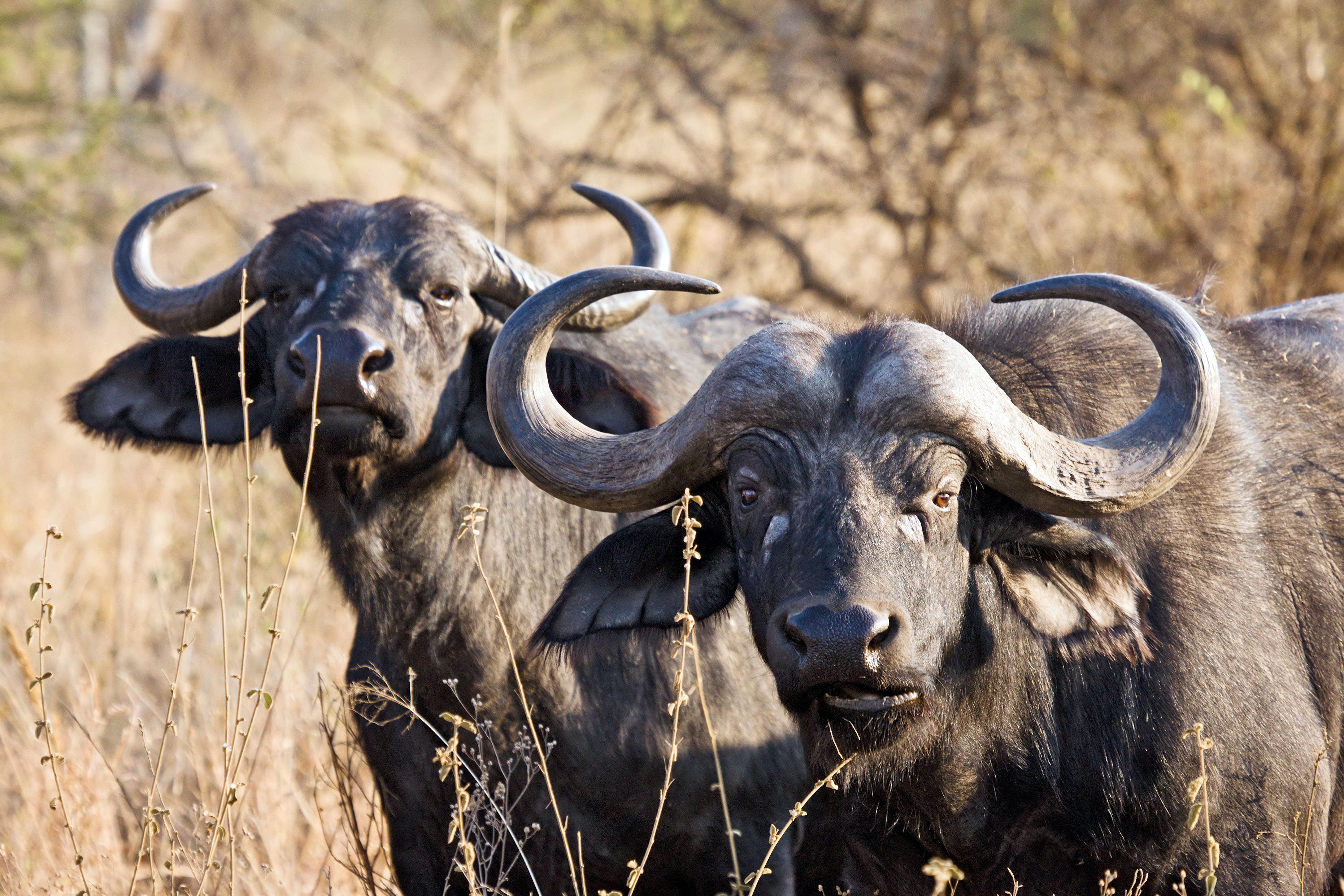
2頭の水牛

意味はアフリカーンス語で「2頭の水牛が一発の銃弾で死んだ泉」である。
- Twee buffels - 2頭の水牛
- met een skoot - 一撃で
- morsdood - 死んだ
- geskiet - 撃たれた
- fontein - 泉

空白を入れずに長大な複合語を作成できるゲルマン語派の特性によるもので、例えば「教育リーダーシップ開発プロジェクト」はonderwysleierskapontwikkelingsprojekと一語で表せる。
トゥウィーバッフェルス（Twee buffelsあるいはTweebuffels）、トゥウィーバッフェルスヘルケット（Twee Buffels Geskiet）と省略されることがある。

## 歴史
この農場は元々、1866年4月24日にトランスヴァール共和国政府がA.P. de Nysschenに与えた土地である。1914年の測量地図にはTwee Buffels Geschietという名前で、面積は6,119モルゲン429ルード（5,241.7ヘクタール）と記録されている。第二次ボーア戦争時のイギリスの強制収容所の記録によると5人が暮らしていた。
1985年、ファヌス・ローテンバッハが作詞し、アントン・グーセンが歌唱したアフリカーンス語の歌の主題となった。ローテンバッハは1978年にこの歌を初めて書いた。歌はサンナスポスのハムレットを恐怖に陥れている幅12フィートの角を持つ巨大な水牛を討つため、志願したハンターのギシー・グロートリフについて歌っている。